# Алымов, Илья Павлович
Илья Павлович Алымов (21 мая 1831, Смоленская губерния − 16 мая 1884, Киев) — офицер Российского императорского флота, участник Крымской войны на Балтийском море; учёный в области теории корабля и корабельной энергетической установки, предложил оригинальную форму обводов корпуса судов, которая была названа им «струйной» и известна в теории корабля под именем её автора; преподаватель в Морском корпусе и инспектор классов в Техническом училище Морского ведомства, член Морского учёного комитета и конференции Николаевской морской академии, генерал-майор.

## Биография
Илья Павлович Алымов родился 21 мая 1831 года в Смоленской губернии. Представитель дворянского рода Алымовых. Вслед за старшим братом Александром (поступил в Морской корпус в 1842 году, участник Крымской войны, в 1858 году уволен от службы в чине капитан-лейтенанта) поступил 2 марта 1843 года кадетом в Морской корпус. 31 августа 1849 года был произведён в гардемарины, а 7 августа 1851 года по окончании Морского корпуса произведён в мичманы и оставлен в Офицерском классе для продолжения учёбы.
В 1851 и 1852 годах на фрегате «Паллада» и линейных кораблях «Бородино» и «Вилагош» крейсеровал в Балтийском море. 28 апреля 1854 года по окончании курса Офицерского класса, произведён в лейтенанты, с внесением имени на мраморную доску Морского корпуса, как первого по выпуску. В 1854 году, в ходе Крымской войны, на корабле «Великий Князь Михаил» был в кампании на малом Кронштадтском рейде при обороне Кронштадта от нападения англо-французского флота.
28 января 1855 года был прикомандирован к Морскому корпусу, 30 августа того же года зачислен в штат корпуса с назначением преподавателем навигации, астрономии и начертательной геометрии в гардемаринских классах, а в Офицерском классе — прикладной математики, теории корабля и пароходной механики. В 1856 году был командирован на механические заводы Санкт-Петербурга и губернии для изучения действия паровых машин и управления ими. В 1859 году на винтовом корабле «Гангут» был руководителем корабельной практики воспитанников Морского корпуса, плавал в Балтийском море.
В 1860 году находился в заграничной командировке в Англии для ознакомления с системой преподавания в морских училищах и усовершенствования знаний в механике. 8 октября 1862 года назначен членом Учебного совета академического курса морских наук. В 1863 году служил в Морском учёном комитете по механической части. В 1865 году опубликовал своё первое исследование по вопросам теории корабля «Вопросы из современного состояния теории кораблестроения».
1 января 1865 года в капитан-лейтенанты. 9 августа 1868 года назначен штатным преподавателем Морского корпуса. 1 января 1873 года произведён в капитаны 2 ранга, 29 мая того же года назначен помощником инспектора классов Технического училища Морского ведомства в Кронштадте. В 1875 году за 25-летнюю службу по учебно-воспитательной части Алымову была назначена пенсия 1000 рублей. 1 января 1877 года произведён в капитаны 1 ранга, 28 января назначен членом конференции Николаевской морской академии, учреждённой вместо Учебного совета академического курса морских наук.
В 1877 году предложил оригинальную форму обводов корпуса судов, которая была названа им «струйной» и известна в теории корабля под именем её автора. И. П. Алымов считал, что «наиболее прямой путь к разысканию наивыгоднейшей системы судовых обводов естественно состоит в исследовании течения жидкости относительно подводной поверхности судна, причём сама эта поверхность является струйной, то есть как бы составленной из бесконечного множества тончайших струй». Он показал, что система струйного образования даёт увеличение водоизмещения в среднем на 14 % при неизменных очертаниях миделя. В 1878—1878 годах на Балтийском заводе по проекту Алымова была построена со струйными образованиями корпуса миноноска «Касатка», которая при главных размерах, что и у типовой миноноски «Ярроу», имела водоизмещение 28,18 т (против 23 т у типа «Ярроу»). Увеличение водоизмещения позволяло усилить торпедное вооружение и увеличить мощность паровых машин до 311,7 л.с. Проведённые летом 1878 года сравнительные испытания «Касатки» с миноносками типа «Ярроу» показали, что на 1 т водоизмещения у «Касатки» затрачивается меньшая мощность машин при практически одинаковых скоростях хода.
11 декабря 1878 года Алымов был назначен инспектором классов Техническая училища морского ведомства. 23 сентября 1883 года из-за болезни ушёл в отставку с увольнением от службы и производством в генерал-майоры. Уехал в Киев, где 16 мая 1884 года скончался.

## Семья
Илья Павлович Алымов был женат на Анне Александровне Рыкачевой. Его сын Владимир Ильич Алымов (рожд. 1867) окончил Техническое училище Морского ведомства, стал корабельным инженером, судостроителем в Николаевском порту, затем служил в Добровольческом флоте.

## Публикации
Илья Павлович Алымов являлся автором учебника «Теория корабля» в двух частях (1 часть — «Качка судна на тихой воде», 2 часть — «Качка судна на волнении»), неоднократно его статьи печатались в научно-технических журналах. Отдельные статьи он подписывал псевдонимом И. А..
В журнале Морской сборник были напечатаны следующие сочинения Алымова:
 — «Об учебных руководствах и о системе преподавания наук». — «Об экономии силы в паровых машинах». — «Рецензии на теорию паровых машин». (1861);
 — «Мысли об экономии силы в паровых машинах». — «Сжатый воздух, как двигатель». — «О машинах, действующих сжатым воздухом» (1862);
 — «О тяге печи парового котла». (1864);
 — «Научные выводы относительно водяного пара». — «Вопрос из современного состояния теории кораблестроения». — «Определение оси остойчивости, оси крена и угла крена». (1865);
 — «О влиянии погружения борта на остойчивость судна». (1870);
 — «Необходимость определения центра тяжести и остойчивости». — «Вопросы из механики корабля». (1871);
 — «Очерк организации Технического училища Морского ведомства». (1877);
 — «Очерк систем струйного образования судов и исследования опыта применения системы». — «О невозможности заменить пар в судовых машинах углекислым газом». — «Беседы по вопросами морского дела в Кронштадте». Публичная лекция. (1879).
В журнале Русского Химического общества и Физического общества при Санкт-Петербургском университете помещён труд Алымова «Закон атомной теплоёмкости и его следствия в приложении к предельному газообразному состоянию».

## Награды
- орден Святого Станислава 3 степени (1864);
- орден Святой Анны 3 степени (1867);
- орден Святого Станислава 2 степени. (1870);
- орден Святой Анны 2 степени (1876);
- орден Святого Владимира 4 степени (1880)[3].